# Harebell Lake
Harebell Lake är en sjö i Kanada.   Den ligger i Timiskaming District och provinsen Ontario, i den sydöstra delen av landet, 400 km nordväst om huvudstaden Ottawa. Harebell Lake ligger 313 meter över havet. Den ligger vid sjöarna  McKenzie Lake Mendelssohn Lake och Philbrick Lake.
I omgivningarna runt Harebell Lake växer i huvudsak blandskog. Trakten runt Harebell Lake är nära nog obefolkad, med mindre än två invånare per kvadratkilometer.